# Yamanashi Hanzō
Yamanashi Hanzō (山梨 半造 Sơn Lê Bán Tạo) sinh ngày 6 tháng 4 năm 1864 và mất ngày 2 tháng 7 năm 1944, là một Đại tướng của Lục quân Đế quốc Nhật Bản và Tổng đốc của Triều Tiên.

## Tiểu sử
Xuất thân từ tỉnh Kanagawa, Yamanashi tốt nghiệp khóa 8 Trường Sĩ quan Lục quân (Đế quốc Nhật Bản) năm 1886 và khóa 8 trường Đại học Lục quân (Đế quốc Nhật Bản) năm 1892. Ông chuyển đến công tác Lữ đoàn Bộ binh 4 và tham gia cuộc Chiến tranh Thanh-Nhật ở Quân đoàn 2.
Sau chiến tranh, ông nắm giữ nhiều chức vụ quản lý hành chính, trước khi đi qua Đức với vai trò Quan sát viên Quân sự từ năm 1898- 1902.
Trong Chiến tranh Nga-Nhật 1904- 1905, ông là Phó Tham mưu trưởng Quân đoàn 2 và sau đó làm Tham mưu trưởng Sư đoàn 3. Ông trở lại châu Âu ngay lập tức sau khi chiến tranh kết thúc, đến đế quốc Áo- Hung trong vai trò Quan sát viên Quân sự từ cuối năm 1905- 1907, và quay trở lại Đức vào năm 1907.
Yamanashi được thăng chức Thiếu tướng vào năm 1911 và được giao chỉ huy Lữ đoàn Bộ binh 30. Năm sau ông chuyển tới Lữ đoàn Bộ binh 1. Sau khi làm việc trong Bộ tổng tham mưu Lục quân Đế quốc Nhật Bản, ông được giao nhiệm vụ chỉ huy Sư đoàn 18 tham gia trận Tsingtao trong Thế chiến thứ nhất (nay là Thanh đảo) với đế quốc Đức. Năm 1916, Yamanashi được thăng chức Trung tướng và năm 1921, ông được thăng chức Đại tướng.
Từ năm 1921- 1923, Yamanashi giữ chức Bộ trưởng Bộ Lục quân dưới Nội các của Thủ tướng Takahashi Hara, Takahashi Korekiyo và Kato Tomosaburo.
Năm 1927 ông nghỉ hưu từ bỏ mọi chức vụ. Từ năm 1927- 1929, ông giữ chức Tổng đốc Chính quyền chiếm đóng Nhật Bản tại Triều Tiên.

### Sách
- Coox, Alvin (1990). Nomonhan: Japan Against Russia, 1939. Stanford University Press. ISBN 0804718350.
- Dupuy, Trevor N. (1992). Encyclopedia of Military Biography. I B Tauris & Co Ltd. ISBN 1-85043-569-3.
- MacNamara, Dennis L. (1990). The Colonial Origins of Korean Enterprise: 1910-1945. Cambridge University Press. ISBN 0521385652.